# Willio
Willio ist ein männlicher Vorname, seltener ein Familienname.

## Herkunft und Bedeutung
Willio stammt aus dem Altsächsischen sowie Althochdeutschen und bedeutet
- Wille
- Entschlossenheit (Absicht)
- Verlangen (Wunsch)
- Gnade (Zuwendung)
- Freude

Als Wortteil Wil- bildet der Name die Basis geläufigerer deutscher Namen, z. B. Wilhelm (Kurzform: Willi), Wilfried, Wiltrud, und deren weltweit verbreiteten anderssprachigen Varianten.
Hervorgegangen ist der Begriff vermutlich aus dem urgermanischen *wiljô.

## Namensträger

### Künstlername
- Willio & Phillio – Musikerduo Will Ryan und Phil Baron

### Mythologie
- Vili (wortverwandt im Altnordischen) – nordische Gottheit (Bruder des Odin)